# Sorkheh Dīzeh
Sorkheh Dīzeh (persiska: سرخه دیزه) är en ort i Iran.   Den ligger i provinsen Kermanshah, i den västra delen av landet, 500 km väster om huvudstaden Teheran. Sorkheh Dīzeh ligger 1 187 meter över havet och antalet invånare är 300.
Terrängen runt Sorkheh Dīzeh är huvudsakligen kuperad, men söderut är den bergig.Runt Sorkheh Dīzeh är det ganska tätbefolkat, med 60 invånare per kvadratkilometer. Närmaste större samhälle är Sarpol-e Z̄ahāb, 18,5 km väster om Sorkheh Dīzeh. Omgivningarna runt Sorkheh Dīzeh är i huvudsak ett öppet busklandskap.